# Presa di Biên Hòa
La presa di Biên Hòa il 16 dicembre 1861 fu un'importante vittoria alleata nella campagna di Cocincina (1858-1862). Questa campagna, combattuta tra francesi e spagnoli da una parte e i vietnamiti dall'altra, iniziò come una limitata spedizione punitiva e finì come una guerra di conquista francese. a guerra si concluse con l'istituzione della colonia francese di Cocincina, e diede inizio a quasi un secolo di dominio coloniale francese in Vietnam.

## Contesto
Dopo le prime vittorie francesi e spagnole a Tourane (attuale Đà Nẵng) e Saigon, la campagna di Cochncina raggiunse un punto di equilibrio nel 1860. Nel marzo 1860 gli alleati furono costretti ad evacuare Tourane. Allo stesso tempo si trovavano sotto assedio a Saigon, città che era stata occupata il 17 febbraio 1859 da una spedizione franco-spagnola al comando dell'ammiraglio Charles Rigault de Genouilly. Nel 1860 l'arrivo di massicci rinforzi provenienti dal corpo di spedizione francese in Cina permise ai francesi di riprendere l'iniziativa. All'inizio del 1861 l'ammiraglio Léonard Charner ruppe l'assedio di Saigon sconfiggendo l'esercito vietnamita nella battaglia di Kỳ Hòa (25 febbraio 1861). Questa vittoria diede a Charner l'opportunità di passare all'offensiva contro i vietnamiti. Charner decise di colpire prima Mỹ Tho e successivamente Biên Hòa.

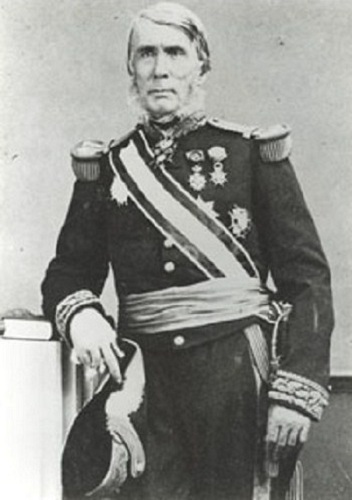
Il contrammiraglio Louis Asolphe Bonard

Charner era stato inviato in Estremo Oriente per la guerra con la Cina, e non si aspettava di dover combattere una campagna anche in Cocincina. Credendo di aver spezzato la resistenza vietnamita con le sue vittorie a Kỳ Hòa e Mỹ Tho, chiese di tornare in Francia nell'estate del 1861. Il contrammiraglio Louis Adolphe Bonard (1805-1867), nominato successore di Charner con un decreto imperiale dell'8 agosto 1861, arrivò a Saigon il 27 novembre 1861 e assunse le sue funzioni il 30 novembre 1861.
L'arrivo di Bonard coincise con una recrudescenza della guerriglia vietnamita contro i francesi, fomentata dal governo di Huế, che aveva messo una taglia sulla testa dei francesi e dei vietnamiti al loro servizio. Bande di insorti attaccarono Tây Ninh e Trảng Bàng e i francesi, in uno scontro per loro particolarmente irritante, persero una delle loro piccole navi da guerra. Una banda di vietnamiti organizzò un attacco mordi-e-fuggi contro il lorcha francese Espérance, attirando la nave francese in un'imboscata durante l'assenza del suo capitano, l'enseigne de vaisseau Parfait. Il suo equipaggio di 17 francesi e filippini fu sopraffatto e ucciso e gli insorti bruciarono la nave. Bonard decise che era necessaria una rappresaglia esemplare. Una quindicina di giorni dopo il suo arrivo a Saigon, dopo aver ricevuto una risposta insoddisfacente a un ultimatum che aveva inviato al governatore vietnamita Nguyễn Bá Nghi, organizzò una grande campagna volta ad occupare la provincia di Biên Hòa.

## La battaglia
Il seguente resoconto della cattura di Biên Hòa fu dato dallo storico francese A. Thomazi:

## Conseguenze
I francesi continuarono la loro offensiva con la presa di Vĩnh Long il 22 marzo 1862, al termine di una breve campagna organizzata dall'ammiraglio Bonard come rappresaglia per gli attacchi della guerriglia vietnamita contro le truppe francesi intorno a Mỹ Tho. 